# Pseudolivoidea
Super-famille
Les Pseudolivoidea étaient une super-famille de gastéropodes marins de l'ordre des Neogastropoda. Elle est désormais considérée comme invalide (synonyme de Olivoidea Latreille, 1825).